# 시리얼 프론
시리얼 프론(영어: cereal prawns 시리얼 프론즈[*], 중국어 간체자: 麦片虾, 정체자: 麥片蝦, 병음: màipiàn xiā 마이폔샤[*])은 싱가포르의 새우 요리이다. 시리얼(cereal, 麦片 마이폔[*])을 사용해 만드는 새우 튀김 요리로, 대표적인 쯔차 음식의 하나이다. 

## 만들기
새우는 다리와 머리를 잘라 내고, 내장을 제거한 다음, 달걀 흰자와 옥수수녹말에 버무려 기름에 튀긴다. 버터에 커리나무 잎과 새눈고추 등을 볶다가, 시리얼을 넣어 함께 볶는다. 전통적으로 밀과 옥수수, 쌀이 들어간 네슬레의 Nestum Original 시리얼이 시용된다. 시리얼에는 보통 설탕과 소금을 넣어 간을 하는데, 이때 가루우유나 닭가루를 함께 섞기도 한다. 시리얼이 잘 볶아지면 튀겨 둔 새우를 넣어 버무려 낸다.

## 같이 보기
- 코코넛 슈림프